# Hà nhật quân tái lai
Hà nhật quân tái lai (chữ Hán: 何日君再来, sáng tác năm 1939) là bài hát nổi tiếng của Trung Quốc, phần lời do Bối Lâm, nhạc do Lưu Tuyết Am viết. Tại Việt Nam hồi thập niên 1940, đây là một trong những bài tân nhạc ngoại quốc thịnh hành nhất, với tên Bao giờ chàng trở lại (Văn Chung dịch ra tiếng Việt).